# Liste der Biografien/Sanm
Liste der Biografien |
Portal Biografien |
Personensuche
# |
A |
B |
C |
D |
E |
F |
G |
H |
I |
J |
K |
L |
M |
N |
O |
P |
Q |
R |
S |
T |
U |
V |
W |
X |
Y |
Z |
?
 
Sa |
Sb |
Sc |
Sd |
Se |
Sf |
Sg |
Sh |
Si |
Sj |
Sk |
Sl |
Sm |
Sn |
So |
Sp |
Sq |
Sr |
Ss |
St |
Su |
Sv |
Sw |
Sy |
Sz
 
Saa |
Sab |
Sac |
Sad |
Sae |
Saf |
Sag |
Sah |
Sai |
Saj |
Sak |
Sal |
Sam |
San |
Sao |
Sap |
Saq |
Sar |
Sas |
Sat |
Sau |
Sav |
Saw |
Sax |
Say |
Saz
 
Sana |
Sanb |
Sanc |
Sand |
Sane |
Sanf |
Sang |
Sanh |
Sani |
Sanj |
Sank |
Sanl |
Sanm |
Sann |
Sano |
Sanp |
Sanq |
Sanr |
Sans |
Sant |
Sanu |
Sanv |
Sanw |
Sany |
Sanz
Die Liste der Biografien führt alle Personen auf, die in der deutschsprachigen Wikipedia einen Artikel haben. Dieses ist eine Teilliste mit 12 Einträgen von Personen, deren Namen mit den Buchstaben „Sanm“ beginnt.

## Sanm

### Sanma
- Sanmann, Horst (1927–2008), deutscher Volkswirtschaftler
- Sanmann, Jürgen (1935–2016), deutscher Fußballspieler
- Sanmao (1943–1991), chinesische Schriftstellerin
- Sanmarco, Philippe (* 1947), französischer Politiker, Mitglied der Nationalversammlung
- Sanmarino, Emilio (* 2003), deutscher Kinderdarsteller
- Sânmărtean, Lucian (* 1980), rumänischer Fußballspieler
- Sanmartini, Pietro (1636–1700), italienischer Komponist und Organist des Barock
- Sanmartino, Francesco (1911–1983), italienischer Geistlicher und römisch-katholischer Weihbischof in Turin
- Sanmartino, Giuseppe (1720–1793), neapolitanischer BildhauerGiuseppe Sanmartino (1720–1793)

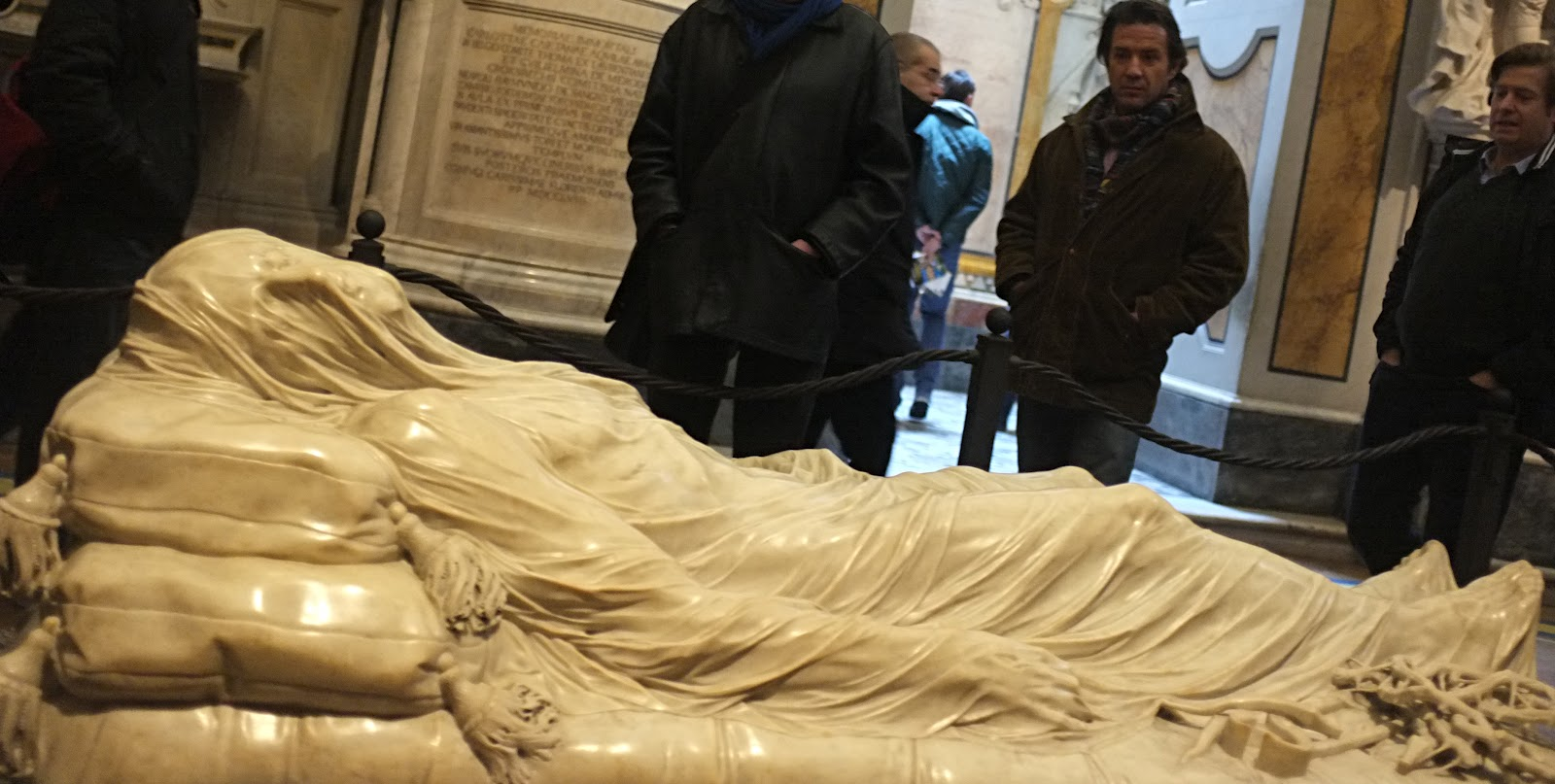
Giuseppe Sanmartino (1720–1793)

### Sanmi
- Sanmicheli, Michele (1484–1559), italienischer Architekt der Spätrenaissance und Festungsbaumeister
- Sanminiatelli Zabarella, Alessandro (1840–1910), italienischer römisch-katholischer Geistlicher, Lateinischer Patriarch von Konstantinopel und Kurienkardinal
- Sanminiatelli, Donato (1866–1927), italienischer Diplomat, Völkerrechtler, Hochschullehrer und Senator